# سیارک ۱۷۰۳۲
سیارک ۱۷۰۳۲ (به انگلیسی: 17032 Edlu، نامگذاری:1999FM9) هفده هزار و سی و دومین سیارک کشف شده‌است که در ۲۲ مارس ۱۹۹۹ کشف شد.
قدر مطلق سیارک برابر ۲۰.۴ است.